# Yōko Morishita
Yōko Morishita (japanisch 森下 洋子 Morishita Yōko, wirklicher Name Yōko Shimizu; geb. 7. Dezember 1948 in Hiroshima, Präfektur Hiroshima) ist eine japanische Ballerina der Matsuyama Ballet Company.
Sie gewann mehrere Preise und war als Prima Ballerina eine Kultur-Repräsentantin Japans.

## Leben
Morishita begann im Alter von drei Jahren mit dem Ballettunterricht unter Tachibana Akiko (橘 秋子; 1907–1971). 1963 zog sie nach Tokio um ihre Karriere anzutreten. Ab 1969 lernte sie Ballett in den USA. 1971 trat sie in die Matsuyama Ballet Company ein, wie ihr Mann, der Tänzer Shimizu Tetsutarō (清水 哲太郎; * 1948). Sie tanzte beim Silbernen Thronjubiläum von Elisabeth II. 1977, 1981 als erste japanische Ballerina im Palais Garnier und ab 1983 mit Rudolf Nurejew. Zu ihren großen Auftritten gehörten Giselle, Schwanensee und Don Quixote.
In internationalen Ballet-Wettbewerben wurde Morishita als Richterin hinzugezogen. Seit 2001 ist sie die Leiterin der Matsuyama Ballet Company und seit 2002 Mitglied der Japanischen Akademie der Künste.

## Ehrungen
- Gold-Medaille der Varna International Ballet Competition 1974.
- Japan Academy Prize 1975 und 1977.
- Japan Academy of Arts Award 1985.
- 10. Laurence Olivier Award 1985.
- Person mit besonderen kulturellen Verdiensten 1997.
- Hiroshima Prefectural Prize of Honour 2000.
- Praemium Imperiale 23. Oktober 2012.